# Cabinet Marx IV
République de Weimar
Marx III Müller II
Le quatrième gouvernement Marx, du nom du chancelier allemand Wilhelm Marx, est en fonction du 1er février 1927 au 28 juin 1928.